# (316179) 2010 EN65
(316179) 2010 EN65 ist ein Planetoid, der am 7. März 2010 am European Southern Observatory, La Silla von David Lincoln Rabinowitz und Suzanne Tourtellotte entdeckt wurde und zur Gruppe der Zentauren gehört. Der Asteroid läuft auf einer mäßig exzentrischen Bahn in 171 Jahren um die Sonne. Die Bahnexzentrizität seiner Bahn beträgt 0,31, wobei diese 19,22° gegen die Ekliptik geneigt ist.
Er ist der zweitgrößte der Zentauren, deren sonnennächster Punkt weiter als ein halber Neptunabstand entfernt ist, und hat wie (309239) 2007 RW10 eine Quasi-Umlaufbahn um den Neptun, ebenso mit sonnennächstem Punkt bei der Uranusbahn und sonnenfernstem Punkt etwa doppelt so weit entfernt ist. Er ist vermutlich etwa gleich groß wie der drittgrößte bestätigte Zentaur Bienor.